# KSA OLV Erewacht
KSA OLV Erewacht is een katholieke jeugdbeweging in Tongeren en een van de 260 groepen die behoren tot de nationale koepel KSA. Deze in 1900 opgerichte jeugdbeweging is gevestigd in Tongeren. De naam OLV Erewacht is voortgekomen uit het feit dat ze zich onder bescherming heeft gesteld van Onze Lieve Vrouwe van Tongeren. Daarom nemen de leden van deze beweging altijd deel aan de processies en de 7-jaarlijkse Kroningsfeesten die in Tongeren plaatsvinden.

## Geschiedenis
De Tongerse Erewacht van Onze-Lieve-Vrouw werd tijdens de zomervakantie in 1900 gesticht als een onafhankelijke Tongerse instelling zonder binding met de Limburgse Studentengouw of met enige andere groepering. De naam Erewacht was al elders in gebruik: te Herve was er een "Garde d'Honneur" en te Sint-Truiden was er de Erewacht van het Heilige Hart. Dat de Tongenaren met hun mariale traditie Onze-Lieve-Vrouw als patrones kozen, lag voor de hand.
De stichter en werker van het eerste uur was de Tongenaar E.H. Jan Beets, die in 1900 seminarist was te Luik. Alhoewel hij daar omgang moet gehad hebben met de Vlaamsgezinde seminaristen die in Limburgse studentenbonden actief waren, nam de Erewacht geen contact op met de Katholieke Vlaamse Studentenbeweging (KSA) Limburg. Gedurende de eerste vijftien werkingsjaren van de Erewacht bleven alle banden met een Vlaamsgerichte studentenbeweging achterwege.
Bij zijn oprichting had de Tongerse studentenbond voornamelijk een recreatieve opzet. Het doel van de vereniging was de leden een aangename vakantie te bezorgen in de lijn van hun katholieke opvoeding. De eerste jaren bleef de werking beperkt tot wandelen en voetballen. Van enige structuur binnen de bond was er nog geen sprake en er werden ook nog geen verslagen bijgehouden. De doelgroep was wel duidelijk bepaald: de Tongerse bond rekruteerde zijn leden uitsluitend uit de leerlingen van het Onze-Lieve-Vrouwecollege, dat de bakermat werd van de Erewacht.
Vanaf 1904 kreeg de Tongerse studentenbond vastere vorm. In dat jaar werd E.H. Beets priester gewijd en leraar benoemd aan het College te Tongeren. Als priester-leraar stond de "bestierder" van Erewacht te midden van de leden, waarmee hij nu meer contact had. Hij zou tijdens de volgende vijftien jaar, tot bij zijn vertrek uit Tongeren in 1919, de grote bezieler blijven van de bond. Mede door zijn positie als leraar verkreeg hij van de schooldirectie enige logistieke steun: klaslokalen en speelterreinen. Onder zijn leiding werd er tweemaal per week gewandeld en tot driemaal toe gevoetbald.
In januari 1943 onderging de KSA-beweging een structurele en organisatorische verandering. De interdiocesane "KSA-Jong Vlaanderen" werd gesticht. De vijf Vlaamse gouwen besloten zich te plaatsen onder een gemeenschappelijke koepel. Erewacht maakte deswege deel uit van een jeugdbeweging met 20.000 jongeren. De Limburgse uniform-das werd vervangen door een oranje halsdoek met lederen ring en fluitkoord. Decoraties die vandaag de dag nog altijd deel uitmaken van het uniform van KSA Erewacht Tongeren.  

## Huidige werking
Erewacht wordt bestuurd door een kampstaf en zijn leiding. Bovenaan deze leidersploeg staat de bondsleider. Periodiek wisselt de leiding.
De Erewacht is verdeeld in bannen, die overeenkomen met leeftijdsgroepen. Dit zijn:
- Jongpiepers (6-8 jaar)
- Piepers (8-10 jaar)
- Jongknapen (10-12 jaar)
- Knapen (12-14 jaar)
- Jonghernieuwers (14-16 jaar)
- Hernieuwers (+16 jaar)

Tal van activiteiten voor jongeren, waaronder zomerkampen, worden door de vereniging georganiseerd (o.a. hun jaarlijkse fuif Fruit of the Boom).

## Bekende oud-leden
- Jozef Heusschen (12 juli 1915 - 2002), eerste bisschop van Hasselt
- Patrick Hoogmartens (9 mei 1952), derde bisschop van Hasselt
- Piet Wirix, politicus en volksvertegenwoordiger (28 november 1919 - 13 januari 1969)
- Marc Dupain (4 juni 1961), voormalig nieuwsanker VTM Nieuws
- Cyriel Dessers (8 december 1994), voetballer bij KRC Genk